# Thiolava veneris
Thiolava
Genre
Espèce
Thiolava veneris, unique représentant du genre Thiolava, est une espèce de bactéries pionnières de l'ordre des Thiotrichales capable de recoloniser rapidement les champs de lave sous-marins peu après leur refroidissement. Elle forme alors un large tapis de filaments blancs dénommés « cheveux de Vénus »,
Elle a été découverte en octobre 2014 à la suite de l'éruption sous-marine d'El Hierro durant l'hiver 2011-2012 à environ 130 m de profondeur. C'est une extrêmophile qui présente une grande plasticité métabolique et peut tirer son énergie de différents composants azotés, sulfurés ou carbonés. Ses filaments d'une épaisseur de 36 à 90 µm sont formés par trois trichomes bactériens torsadés entourés d'une gaine sur laquelle se fixent des bactéries épibiotiques,.

## Étymologie
Le nom générique, Thiolava, dérivé du grec ancien θεῖον, theion, « soufre », et du latin lava, « lave », fait référence au substrat sur lequel cette bactérie a été découverte.
L'épithète spécifique dérive du latin veneris, génitif singulier de Venus : il fait référence à Vénus la déesse de l'amour, de la séduction, de la beauté féminine dans la mythologie romaine.

## Publication originale
- (en) Roberto Danovaro, Miquel Canals, Michael Tangherlini, Antonio Dell’Anno, Cristina Gambi, Galderic Lastras, David Amblas, Anna Sanchez-Vidal, Jaime Frigola, Antoni M Calafat, Rut Pedrosa-Pàmies, Jesus Rivera, Xavier Rayo et Cinzia Corinaldesi, « A submarine volcanic eruption leads to a novel microbial habitat », Nature Ecology and Evolution, NPG, vol. 1, no 144,‎ 24 avril 2017, p. 1-8 (ISSN 2397-334X, PMID 28812643, DOI 10.1038/S41559-017-0144).